# Ichneumon vicinus
Ichneumon vicinus is een vliesvleugelig insect (orde Hymenoptera) uit de familie van de gewone sluipwespen (Ichneumonidae). De wetenschappelijke naam van de soort werd in 1833 gepubliceerd door Georges Cuvier.

## Homoniemen
Voor Ichneumon vicinus Cresson, 1864 zie Ichneumon moosae Kittel, 2016